# Náměstí Republiky
Náměstí Republiky – stacja linii B metra praskiego (odcinek I.B), położona na pograniczu Starego i Nowego Miasta, w rejonie placu Republiki (stąd nazwa) i ulic: Na Poříčí, V Celnici oraz Havlíčkova.
Wschodni westybul stacji wybudowany został w pobliżu dworca kolejowego Praha Masarykovo nádraží (Dworzec Tomasza Masaryka).